# Diari (Lev Tolstoj)
I Diari (in russo Дневники?, Dnevniki), insieme ai Taccuini, occupano i volumi 46-58 delle Opere complete di Lev Tolstoj in 90 volumi, pubblicate a Mosca negli anni 1928-58.
Essi costituiscono una fonte primaria per lo studio della vita e del pensiero di Tolstoj, che li scrisse con continuità dal 1847 fino al 1910, pochi giorni prima della morte. Sono stati pubblicati parzialmente in italiano nel 1980, in un'edizione curata da Silvio Bernardini per la casa editrice Longanesi, ristampata nel 1997 dalla Garzanti.

## Edizioni
- Lev Nikolaevič Tolstoj, I diari: 1847-1910, scelta, traduzione e note di Silvio Bernardini, Milano, Longanesi, 1980,  pp. 806, ISBN non esistente.
- Lev Nikolaevič Tolstoj, I diari, introduzione di Serena Vitale; scelta dei testi, prefazione, traduzione e note di Silvio Bernardini, Milano, Garzanti, 1997,  pp. 792, ISBN 881158745X.